# Alan Niven
Alan Niven (...) è un manager, compositore e produttore discografico neozelandese, noto per aver gestito gli interessi di Guns N' Roses e Great White.

## Biografia
Niven divenne il primo manager dei Guns N' Roses, collaborando con loro dal 1986 al 1991. Fu licenziato dal gruppo poco prima della pubblicazione di Use Your Illusion I e II. Secondo quanto riportato dalla rivista Rolling Stone, il frontman Axl Rose obbligò il licenziamento di Niven (contro la volontà di alcuni suoi compagni di band) rifiutandosi di completare i lavori dell'album fino a quando il manager non è stato sostituito.
Niven è stato inoltre manager di artisti come i Great White, per i quali ha anche lavorato in prima persona alla produzione di diversi album, Mötley Crüe, Berlin, Dokken, Clarence Clemons, The Angels, Michael Thompson e Izzy Stradlin.